# Akadémia utca
Az Akadémia utca Budapest V. kerületében, a Széchenyí István tér és a Kossuth Lajos tér között húzódik.
A rakparti kőfal 1860-ig épült ki a Lánchídfő és a mai Zoltán utca között, így új teleksor alakult ki, ami gyorsan be is épült. Rövid ideig Újpesti útnak nevezték, majd az MTA székházának 1865-ös felépültétől Akadémia utca a neve.

## Épületei
- 1. szám: "Varga Sándor kapitány háza". Négyemeletes klasszicista sarokház, amit 1835-ben épített ifjabb Zitterbarth Mátyás. A főhomlokzatot korinthoszi fejezetű falpillérek tagolják, amik két emeletet fognak össze. A középrizalitján vasrácsos emeleti erkély látható, oldalhomlokzata hasonlóan képzett. A ház 1838-tól 1845-ig Ilkei Sándoré volt, majd 1846-ban Kasselik Ferenc idősebb Emmerling Károly megbízásából átalakíttatta István főherceg nádor szállóvá. Ebben a házban működött az igazságügyi, ipari, kereskedelmi és földművelésügyi minisztérium 1848-ban. Ugyanezen év novemberében itt lakott Bem József, amiről emléktáblát is állítottak. 1849-ben Hentzi ágyúi megrongálták, de Kasselik Ferenc helyreállította. 1927-28-ban Hikisch Rezső két újabb emeletet épített rá. A ház a második világháborúban ismét megsérült, 1958-ban Nagy Elemér állította helyre.
- 3. szám: Tänzer-ház. A ház a hajdani klasszicista Felső-Duna sor megmaradt műemléke. Kétemeletes lakóház, kis középrizalittal és előtte végigfutó erkéllyel. Itt és a széleken az 1-2. emeletet összefogó lizénarend látható, a középső rizalit felett timpanonnal. Udvarán klasszicista kút található. A házat Hild József építette 1836-ban.

## Ajánlott irodalom
- Scmall Lajos: Buda-Pest utcái és terei (Bp., 1906)
- Zakariás G. Sándor: Budapest (Bp., 1961)